# Terremoto di Umbria e Marche del 1997

Tra le otto vittime registratesi nella giornata del 26 settembre, quattro persone morirono nella Basilica di San Francesco.
La chiesa durante la notte aveva subito danni agli affreschi di Giotto e Cimabue (nella foto) ed in quel momento era in atto un sopralluogo da parte di alcuni tecnici, ingegneri, giornalisti e frati. Durante la scossa una delle volte della basilica superiore crollò sopra a padre Angelo Api, Zdzisław Borowiec, Bruno Brunacci e Claudio Bugiantella, tutti e quattro morti sul colpo.
Il terremoto di Umbria e Marche del 1997 interessò parte delle due regioni dell'Italia centrale nel settembre-ottobre 1997 e nel marzo 1998, con una scossa principale la mattina del 26 settembre 1997. Il sisma ebbe magnitudo 6.0 e intensità massima del IX grado Mercalli, con epicentro alle coordinate geografiche 43.084°N 12.812°E.

## Sciame sismico

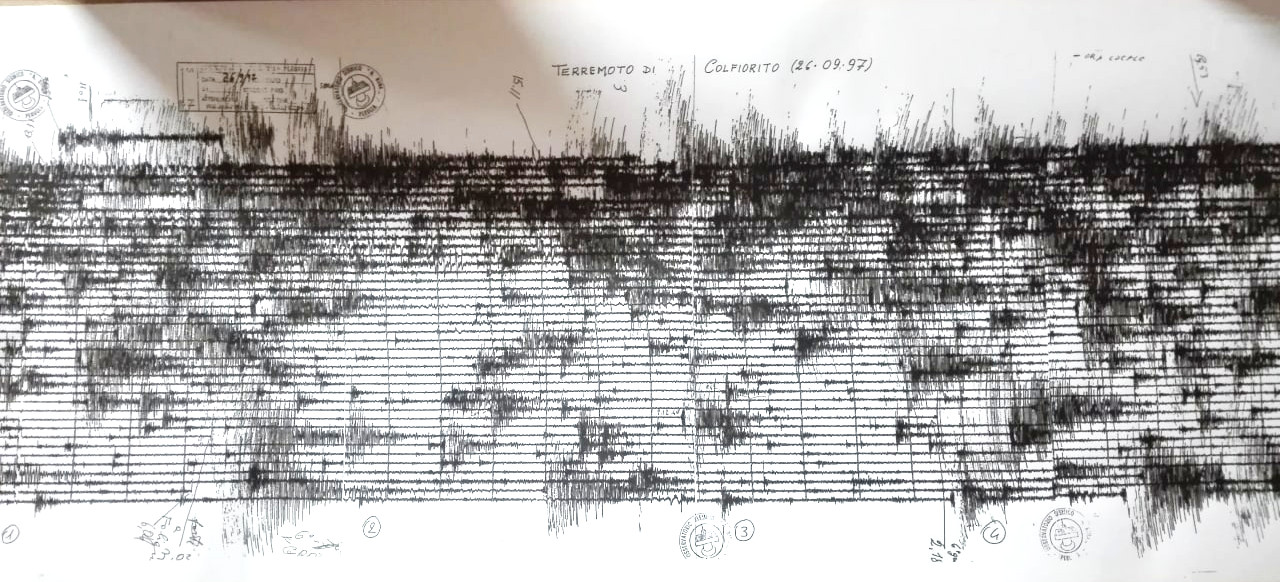
Tracciato sismico del terremoto Umbria Marche del 1997

L'inizio della crisi tellurica avvenne nella primavera del 1997 con una serie di scosse registrate nel comune di Massa Martana, in provincia di Perugia. Nell'estate invece, un gran numero di piccoli eventi fu registrato nell'appennino umbro-marchigiano, interessando i comuni di Foligno e Serravalle di Chienti. Il 4 settembre ci fu un'altra scossa (magnitudo 4.5).
Da lì in poi, questi paesi non furono mai abbandonati dal sisma e la gente iniziò a preoccuparsi seriamente. La stessa Protezione Civile umbra aveva predisposto un'attrezzata tendopoli a Colfiorito, nonostante nella frazione folignate non si fossero ancora registrati danni; non altrettanto avvenne nel comune di Serravalle, dove invece alcune abitazioni erano già lesionate.

### Le scosse del 26 settembre
Il 26 settembre, alle 2:33, ci fu una scossa di terremoto del VIII-IX grado della scala Mercalli, di magnitudo 5.7, con epicentro a Cesi, frazione di Serravalle di Chienti. A Collecurti, una frazione di Serravalle, una coppia di anziani coniugi morì sotto le macerie della propria abitazione. Numerose case furono danneggiate gravemente dal sisma, specialmente quelle dei comuni di Foligno e di Nocera Umbra, dove risultò inagibile circa l'85% degli immobili.
Quella delle 2:33 fu in un primo momento considerata la scossa di maggiore intensità di tutto lo sciame, e per l'immediato futuro furono previste semplici scosse di "assestamento" e di intensità minore. Fu in particolare il sottosegretario alla Protezione Civile Franco Barberi, intervistato da Unomattina, a dichiarare inverosimile l'eventualità di una scossa più forte. La mattina molte scuole furono chiuse o per precauzione o per inagibilità. Molte chiese, fra le quali la Basilica di San Francesco ad Assisi, subirono gravi danni.
Nello stesso giorno, alle 11:40:26, una scossa di magnitudo 6.0 e IX grado Mercalli, con una profondità di 9.8 km ed epicentro ad Annifo sconvolse ancora moltissimi paesi tra l'Umbria e le Marche. Fu questo il maggiore evento registrato. Dopo le due vittime del mattino, si aggiunsero altre otto vittime. 

### Scosse successive
Il 14 ottobre, alle 17:25, un distinto terremoto, con epicentro tra Sellano e Preci, colpì nuovamente le zone terremotate con una magnitudo di 5.6, aggravando la già pessima situazione delle abitazioni. È rimasta famosa per il crollo della lanterna del Palazzo Comunale di Foligno, già danneggiato dalle precedenti scosse. I vigili del fuoco lo stavano aggiustando. Il torrino è stato in seguito restaurato e inaugurato nel 2007, in occasione dei dieci anni dal sisma.
Dopo un periodo di continue scosse minori, il 26 marzo 1998 fu registrata una scossa con epicentro questa volta a Gualdo Tadino, con una magnitudo pari a 5.4. Questa fu avvertita in moltissime città italiane a causa della grande profondità dell'ipocentro, localizzato a ben 45 km. La profondità, d'altra parte, attenuò la potenza del terremoto nei territori adiacenti all'epicentro, limitando i danni. Le scosse di maggior intensità finirono tra il 3 e 5 aprile, con 5.1 e 4.7 di magnitudo rispettivamente.
Il 1º novembre 1997 presso il COM (Centro Operativo Misto) del comune di Foligno, fu sperimentato grazie alla collaborazione tra esercito e comune il primo sito internet al mondo di una emergenza nazionale di protezione civile "www.terremoto.org" ; Il sito internet permise di comunicare in tempo reale per la prima volta i dati dei campi di accoglienza superando la tecnologia Fax; delegazioni francesi e di tutto il mondo poterono apprezzare la neo tecnologia internet nella gestione delle emergenze.

## Sequenza delle scosse
Di seguito, ecco la lista dettagliata delle maggiori scosse telluriche registrate nel periodo compreso tra il 1997 ed il 1998 in Umbria e Marche. Le caselle della sezione della scossa principale hanno sfondo blu.
| Data              | Ora locale | Mercalli | Magnitudo | Epicentro     |
| ----------------- | ---------- | -------- | --------- | ------------- |
| 5 maggio 1997     | 14:03      | V        | 3.4       | Massa Martana |
| 12 maggio 1997    | 15:51      | VII      | 4.7       | Massa Martana |
| 4 settembre 1997  | 00:07      | VI-VII   | 4.5       | Colfiorito    |
| 26 settembre 1997 | 02:33      | VIII-IX  | 5.7       | Cesi          |
| 26 settembre 1997 | 11:40      | IX       | 6.0       | Annifo        |
| 2 ottobre 1997    | 21:38      | V-VI     | 4.4       | Sansepolcro   |
| 2 ottobre 1997    | 23:38      | VI       | 4.3       | Sansepolcro   |
| 3 ottobre 1997    | 10:55      | VII      | 5.2       | Colfiorito    |
| 4 ottobre 1997    | 18:13      | VI       | 4.6       | Sellano-Preci |
| 7 ottobre 1997    | 01:24      | VII-VIII | 5.4       | Colfiorito    |
| 12 ottobre 1997   | 13:08      | VI- VII  | 5.1       | Sellano-Preci |
| 14 ottobre 1997   | 17:23      | VII-VIII | 5.6       | Sellano-Preci |
| 9 novembre 1997   | 20:07      | VI-VII   | 4.8       | Sellano-Preci |
| 26 marzo 1998     | 17:26      | VII      | 5.4       | Gualdo Tadino |
| 3 aprile 1998     | 09:26      | VI-VII   | 5.1       | Gualdo Tadino |
| 5 aprile 1998     | 17:52      | VI-VII   | 4.8       | Gualdo Tadino |
| 5 giugno 1998     | 23:57      | V-VI     | 4.1       | Gualdo Tadino |
| 26 giugno 1998    | 02:32      | V-VI     | 3.9       | Colfiorito    |

## Danni e vittime

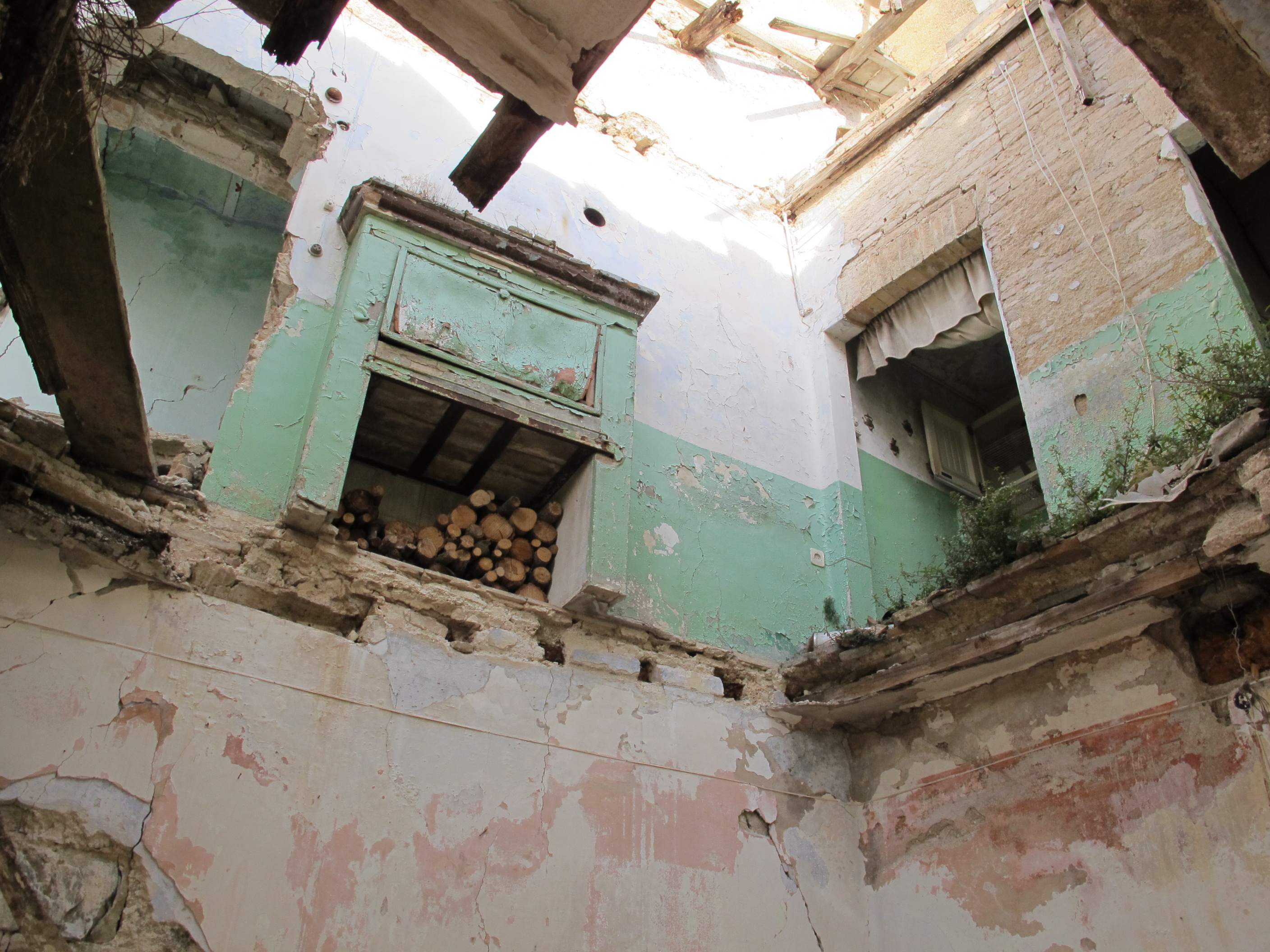
Un edificio terremotato a Pale (Foligno) (2012)

I comuni maggiormente interessati dal sisma furono Foligno (sia le frazioni montane sia il capoluogo), Nocera Umbra, Preci, Sellano, Assisi e Spello in Umbria, Fabriano, Serravalle di Chienti e Camerino nelle Marche.
La scossa notturna del 26 settembre lesionò gravemente gli edifici dei centri appenninici causando la morte di una coppia di anziani coniugi sepolti dalle macerie. Quella del mattino determinò il crollo di alcuni edifici o parti di essi, già lesionati dalle scosse precedenti, fra cui la volta cimabuesca della basilica superiore di San Francesco ad Assisi.
I danni vi furono anche nelle Marche, e in particolare nelle zone più vicine al confine con l'Umbria e quindi più vicine all'epicentro.
A Camerino e San Severino Marche molti edifici presentarono vistose crepe e vi furono dissesti stradali, alcuni edifici vennero dichiarati inagibili; a Caldarola vi furono crepe, di minor entità, nel Palazzo Pallotta, al Castello Pallotta e alla chiesa dei Santi Gregorio e Valentino. Si registrarono danni notevoli anche a Visso, Fabriano, Matelica, Pioraco e Fiuminata.
Nel crollo di Assisi restarono uccise quattro persone, di cui due tecnici e due frati, che stavano verificando i danni. Le immagini di questo crollo furono riprese dal cameraman di Umbria Tv Paolo Antolini, che in quel momento si trovava all'interno della basilica insieme alla giornalista Sofia Coletti. Nel crollo i due redattori rimasero illesi mentre le loro immagini fecero il giro del mondo. Il bilancio definitivo fu di 11 morti, circa 100 feriti e almeno 80.000 sfollati.
Del terremoto esiste un'altra emblematica ripresa: quella sul crollo, il 14 ottobre, della lanterna del Palazzo Comunale di Foligno, già gravemente lesionata dalle scosse precedenti. Complessivamente il terremoto umbro-marchigiano causò, direttamente o indirettamente, il decesso di undici persone e ingenti danni a monumenti e opere d'arte. Solo per il restauro della volta della basilica assisiate, in particolare, occorsero circa 35 milioni di euro. Per i circa 33.000 interventi di soccorso furono previsti approssimativamente 8 miliardi di euro di spesa.
A distanza di anni, molti abitanti delle zone terremotate (Sellano, Foligno, Serravalle di Chienti) vivevano ancora nelle case in legno strutturale. Queste case hanno sostituito gli iniziali container in lamiera forniti dalla Protezione Civile.
Secondo i dati dell'Osservatorio sulla Ricostruzione della Regione Umbria, al dicembre 2014, risultava rientrata nelle case lesionate dal sisma il 97% della popolazione colpita dai danni, con una spesa di 5,106 miliardi di euro.